# Трес-Ислас
Трес-Ислас (исп. Tres Islas) — населённый пункт в восточной части Уругвая, в департаменте Серро-Ларго.

## География
Расположен в западной части департамента, к северу от ручья Кебрачо, недалеко от национального шоссе № 7. Населённый пункт находится в 62 км от административного центра департамента, города Мело и в 22 км от города Фрайле-Муэрто.

## Население
Население по данным на 2011 год составляет 195 человек.
| Год  | Население |
| ---- | --------- |
| 1963 | 216       |
| 1975 | 190       |
| 1985 | 182       |
| 1996 | 132       |
| 2004 | 211       |
| 2011 | 195       |

Источник: Instituto Nacional de Estadística de Uruguay